# Algebarski varijeteti
Algebarski varijeteti su centralni objekti izučavanja u algebarskoj geometriji. Klasično, algebarski varijetet je definisan kao skup rešenja sistema polinomskih jednačina nad realnim ili kompleksnim brojevima. Savremene definicije generališu ovaj koncept na nekoliko različitih načina, pokušavajući da sačuvaju geometrijsku intuiciju iza prvobitne definicije.:58
Konvencije o definiciji algebarskog varijeteta neznatno se razlikuju. Na primer, neke definicije zahtevaju da je algebarski varijetet nereduktivan, što znači da nije unija dva manja skupa koja su zatvorena u Zariskovoj topologiji. Pod ovom definicijom, algebarski varijeteti koji se mogu redukovati nazivaju se algebarske grupe. Druge konvencije ne zahtevaju nereduktivnost.
Fundamentalna teorema algebre uspostavlja vezu između algebre i geometrije, pokazujući da je monski polinom (algebarski objekat) u jednoj promenljivoj sa kompleksnim brojevima kao koeficijenatima određen setom njegovih korena (geometrijski objekt) u kompleksnoj ravni. Generalizirajući ovaj rezultat, Hilbertova teorema nula daje fundamentalnu korespondenciju između ideala polinomskih prstenova i algebarskih skupova. Koristeći teoremu nula i srodne rezultate, matematičari su uspostavili čvrstu korespondenciju između pitanja o algebarskim skupovima i pitanja teorije prstena. Ova korespondencija je definišuća karakteristika algebarske geometrije. 
Mnogi algebarski varijeteti su mnogostrukosti, ali algebarski varijetet može da ima singularne tačke dok mnogostrukost ne može. Algebarski varijeteti se mogu karakterisati njihovom dimenzijom. Algebarski varijeteti dimenzije jedan se nazivaju algebarskim krivama, a algebarski varijeteti dimenzije dva se nazivaju algebarskim površima.

## Pregled i definicije
Afini varijetet nad algebarski zatvorenim poljem je konceptualno najlakši tip varijeteta za definisanje, što će biti urađeno u ovom odeljku. Dalje, na sličan način se mogu definisati projektivni i kvaziprojektivni varijeteti. Najopštija definicija varijeteta se dobija spajanjem manjih kvaziprojektivnih varijeteta. Nije očigledno da se na ovaj način mogu konstruisati istinski novi primeri varijeteta, mada je Nagata je dao primer takvog novog varijeteta tokom 1950-ih.

### Afini varijeteti
Za algebarski zatvoreno polje K i prirodan broj n, neka je An afini n-prostor nad K, identifikovan sa {\displaystyle K^{n}} izborom afinog koordinatnog sistema. Polinomi  f  u prstenu K[x1, ..., xn] se mogu posmatrati kao funkcije sa K-vrednošti na An procenom  f   u tačkama u An, tj. odabirom vrednosti u K za svako xi. Za svaki skup S polinoma u K[x1, ..., xn], definisati nulti lokus Z(S) kao skup tačaka u An na kojima funkcije u S istovremeno nestaju, tj.
{\displaystyle Z(S)=\left\{x\in \mathbf {A} ^{n}\mid f(x)=0{\text{ for all }}f\in S\right\}.}
Podskup V od An se naziva afinim algebarskim skupom ako je V = Z(S) za neki S.:2 Neprazan afini algebarski skup V naziva se nesvodljivim ako se ne može zapisati kao unija dva prava algebarska podskupa.:3 Nesvodljivi afini algebarski skup se takođe naziva afina varijanta.:3 (Neki autori koriste frazu afini varijetet koja se odnosi na bilo koji afini algebarski skup, nesvodljiv ili ne.)
Afinim varijetetima može se dati prirodna topologija tako što će se zatvoreni skupovi proglasiti upravo afinim algebarskim skupovima. Ova topologija se naziva topologija Zariskog.:2
S obzirom na podskup V od An, definišemo I(V) kao ideal svih polinomskih funkcija koje nestaju na V:
{\displaystyle I(V)=\left\{f\in K[x_{1},\ldots ,x_{n}]\mid f(x)=0{\text{ for all }}x\in V\right\}.}
Za bilo koji afini algebarski skup V, koordinatni prsten ili strukturni prsten od V je količnik polinomskog prstena prema ovom idealu.:4

## Napomene
1. ↑  Hartshorne, p.xv, Harris, p.3

## Literatura
- Harris, Joe (1992). Algebraic Geometry - A first course. Springer-Verlag. ISBN 0-387-97716-3.
- Nagata, Masayoshi (1956), „On the imbedding problem of abstract varieties in projective varieties”, Memoirs of the College of Science, University of Kyoto. Series A: Mathematics, 30: 71—82, MR 0088035
- Nagata, Masayoshi (1957), „On the imbeddings of abstract surfaces in projective varieties”, Memoirs of the College of Science, University of Kyoto. Series A: Mathematics, 30: 231—235, MR 0094358
- Cox, David; John Little; Don O'Shea (1997). Ideals, Varieties, and Algorithms (second изд.). Springer-Verlag. ISBN 0-387-94680-2.
- Eisenbud, David (1999). Commutative Algebra with a View Toward Algebraic Geometry. Springer-Verlag. ISBN 0-387-94269-6.
- van der Waerden, B. L. (1945). Einfuehrung in die algebraische Geometrie. Dover.
- Hodge, W. V. D.; Pedoe, Daniel (1994). Methods of Algebraic Geometry Volume 1. Cambridge University Press. ISBN 978-0-521-46900-5. Zbl 0796.14001.
- Hodge, W. V. D.; Pedoe, Daniel (1994). Methods of Algebraic Geometry Volume 2. Cambridge University Press. ISBN 978-0-521-46901-2. Zbl 0796.14002.
- Hodge, W. V. D.; Pedoe, Daniel (1994). Methods of Algebraic Geometry Volume 3. Cambridge University Press. ISBN 978-0-521-46775-9. Zbl 0796.14003.
- Garrity, Thomas;  . (2013). Algebraic Geometry A Problem Solving Approach. American Mathematical Society. ISBN 978-0-821-89396-8.
- Griffiths, Phillip; Harris, Joe (1994). Principles of Algebraic Geometry. Wiley-Interscience. ISBN 978-0-471-05059-9. Zbl 0836.14001.
- Mumford, David (1995). Algebraic Geometry I Complex Projective Varieties (2nd изд.). Springer-Verlag. ISBN 978-3-540-58657-9. Zbl 0821.14001.
- Reid, Miles (1988). Undergraduate Algebraic Geometry. Cambridge University Press. ISBN 978-0-521-35662-6. Zbl 0701.14001.
- Shafarevich, Igor (1995). Basic Algebraic Geometry I Varieties in Projective Space (2nd изд.). Springer-Verlag. ISBN 978-0-387-54812-8. Zbl 0797.14001.
- Basu, Saugata; Pollack, Richard; Roy, Marie-Françoise (2006). Algorithms in real algebraic geometry. Springer-Verlag. Архивирано из оригинала 16. 11. 2022. г. Приступљено 01. 03. 2020.
- González-Vega, Laureano; Recio, Tómas (1996). Algorithms in algebraic geometry and applications. Birkhaüser.
- Elkadi, Mohamed; Mourrain, Bernard; Piene, Ragni, ур. (2006). Algebraic geometry and geometric modeling. Springer-Verlag.
- Dickenstein, Alicia; Schreyer, Frank-Olaf; Sommese, Andrew J., ур. (2008). Algorithms in Algebraic Geometry. The IMA Volumes in Mathematics and its Applications. 146. Springer. ISBN 9780387751559. LCCN 2007938208.
- Cox, David A.; Little, John B.; O'Shea, Donal (1998). Using algebraic geometry. Springer-Verlag.
- Caviness, Bob F.; Johnson, Jeremy R. (1998). Quantifier elimination and cylindrical algebraic decomposition. Springer-Verlag.
- Eisenbud, David; Harris, Joe (1998). The Geometry of Schemes. Springer-Verlag. ISBN 978-0-387-98637-1. Zbl 0960.14002.
- Grothendieck, Alexander (1960). Éléments de géométrie algébrique. Publications Mathématiques de l'IHÉS. Zbl 0118.36206.
- Grothendieck, Alexander; Dieudonné, Jean Alexandre (1971). Éléments de géométrie algébrique. 1 (2nd изд.). Springer-Verlag. ISBN 978-3-540-05113-8. Zbl 0203.23301.
- Hartshorne, Robin (1977). Algebraic Geometry. Springer-Verlag. ISBN 978-0-387-90244-9. Zbl 0367.14001.
- Mumford, David (1999). The Red Book of Varieties and Schemes Includes the Michigan Lectures on Curves and Their Jacobians (2nd изд.). Springer-Verlag. ISBN 978-3-540-63293-1. Zbl 0945.14001.
- Shafarevich, Igor (1995). Basic Algebraic Geometry II Schemes and complex manifolds (2nd изд.). Springer-Verlag. ISBN 978-3-540-57554-2. Zbl 0797.14002.

## Spoljašnje veze
- Milne, James S. (2008). „Algebraic Geometry”. Приступљено 2009-09-01.